# 中国社会科学院清史研究中心
中国社会科学院清史研究中心，于2025年3月21日在北京成立，将继续纂修国家清史编纂委员会主持编写近20年未通过审查的《清史》。成立大会提出要“造就一支党信得过、靠得住、用得上的清史研究国家队”，反对历史虚无主义，传播正确历史观，把握清史研究话语权。

## 背景
2002年，中共中央、国务院决定编修《清史》，由国家清史编纂委员会主持，由中国人民大学清史研究所名誉所长、国家清史编纂委员会主任戴逸领衔。《清史》书稿动用2000多人，共计106册3200万字，在2018年上交中共中央审核，后被交由新成立的中国社会科学院中国历史研究院审读，至今仍未通过，传是因为“统一多民族国家”、“以人民为中心”的史观不突出，受“国外新清史影响过大”。美国兴起的新清史学派重视非汉语档案，强调清朝的满洲特征，甚至认为中国只是清国的一部分，挑战了中国官方“大一统”、“中国认同”及“汉化”等叙事。中共中央机关报《人民日报》在2019年发文批评“将国外历史虚无主义在清史研究领域的理论变种引入国内”。
中国历史研究院党委常委、副院长、研究员，中国社会科学院学部委员李国强在2025年第1期《清史研究》撰文表示：“近代以来，我们的清史研究深受‘西方中心主义’影响，用西方的理论、概念和观念来分析、研究、阅释清史问题的现象比比皆是。事实证明，用西方理论模式，不仅建构不出中国自主的清史研究知识体系，相反，充斥着傲慢与偏见的‘西方中心主义’，导引出西方人对清史的一系列曲解、误读甚至贬损，清代历史被肆意英裂，清代疆域被恶意解构，清代国家治理被任意扭曲。”

## 建立
2025年3月21日，中国社会科学院清史研究中心成立大会在北京举行，中国社会科学院院长、党组书记，中国历史研究院院长、党委书记，清史专家高翔出席，来自中国社会科学院、中国第一历史档案馆、故宫博物院、中国人民大学、中央民族大学等15家机构的35位学者参会。会议表示成立清史研究中心的目的是“牢牢把握清史研究国际话语权，传播正确历史观，努力构建中国自主的清史研究知识体系，努力打造清史研究的中国学派，造就一支党信得过、靠得住、用得上的清史研究国家队，推动我国清史研究走深走实。”会议还提出，清史研究中心将反对历史虚无主义，“引领清史研究正确发展方向”，传承“以史经世”传统，“服务中国式现代化和中华民族伟大复兴”。

## 评价
- 星岛日报认为：清史研究兼具现实意义，尤涉边疆、民族和宗教等问题。社科院清史中心将成为中国清史研究的“龙头老大”，“服务中国式现代化和中华民族伟大复兴”，取代中国人民大学清史研究所继续编纂《清史》。[3]